# Institut de recherche et d'informations socioéconomiques
L'Institut de recherche et d'informations socio-économiques (IRIS) est un organisme sans but lucratif québécois indépendant visant le financement et la diffusion de recherches et d'informations socioéconomiques. Fondé à l'automne 2000, il est basé à Montréal et se positionne contre le néolibéralisme et pour un « équilibre entre l’intérêt collectif et la liberté individuelle ».
Il regroupe une équipe de 16 chercheurs et chercheuses, ainsi qu'une vingtaine de chercheurs associés. L'IRIS participe aux débats publics à travers son blogue, des présences médiatiques et des conférences. L'IRIS a aussi un partenariat avec le Journal de Montréal, où ses chercheurs publient des billets de blogue en moyenne deux fois par semaine.

## Mission
L'organisme produit des recherches, des brochures et des dépliants sur les enjeux socio-économiques (fiscalité, pauvreté, mondialisation, privatisations, etc.). Les chercheurs offrent également leurs services aux groupes communautaires, groupes écologistes et syndicats pour des projets de recherche spécifiques ou pour la rédaction de mémoires.
Les études et autres documents de l’IRIS sont accessibles sur le site web. Le conseil d’administration de l’IRIS est composé de tous les contributeurs de l’institut."

## Critiques
L'IRIS a été comparé à d'autres groupes tels que l'Institut Économique de Montréal (IEDM) en raison de la place accordée à l'idéologie et de la nature non-académique de ses publications, qui seraient comparables aux travaux d'un think tank. Le contenu des publications de l'IRIS, par exemple en ce qui concerne la fiscalité, a également été sujet à des critiques. L'IRIS a répondu à plusieurs critiques, en soulignant de possibles biais idéologiques dans les publications de ses détracteurs.

## Positions
Des études de l'organisme se sont prononcées sur de nombreux enjeux socio-économiques :
- L'augmentation du salaire minimum à 15$ l'heure au Québec [3]
- Légalisation et nationalisation de la vente de marijuana [4]
- Diminution de la rémunération des médecins québécois de 12% [5]
- Meilleur encadrement des ordres professionnels [6]
- Opposition à la privatisation de la SAQ [7]

- Critique du recours massif à la sous-traitance en ingénierie à la Ville de Montréal[8]

## Contributeurs

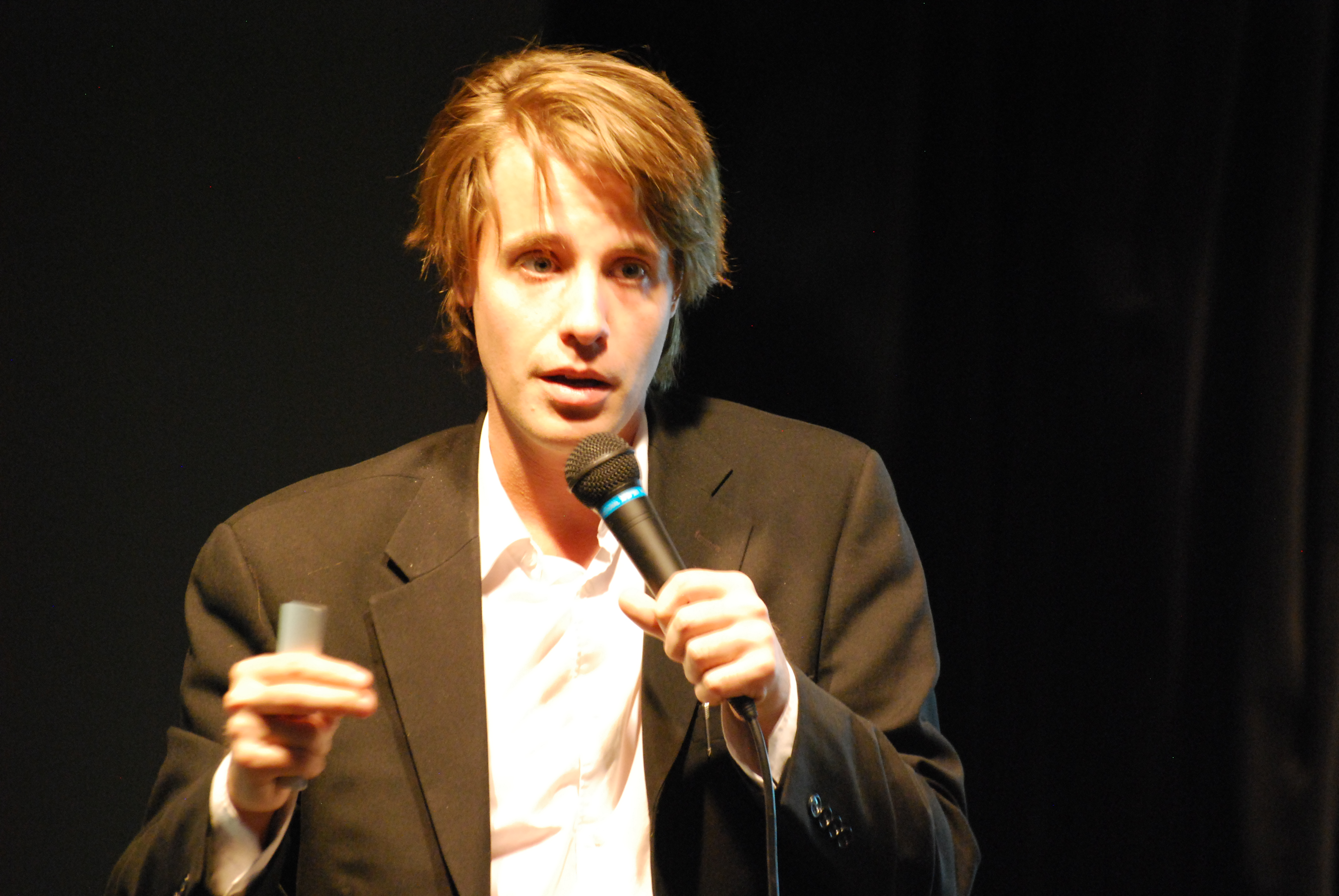
Simon Tremblay-Pepin, ancien chercheur de l'IRIS.

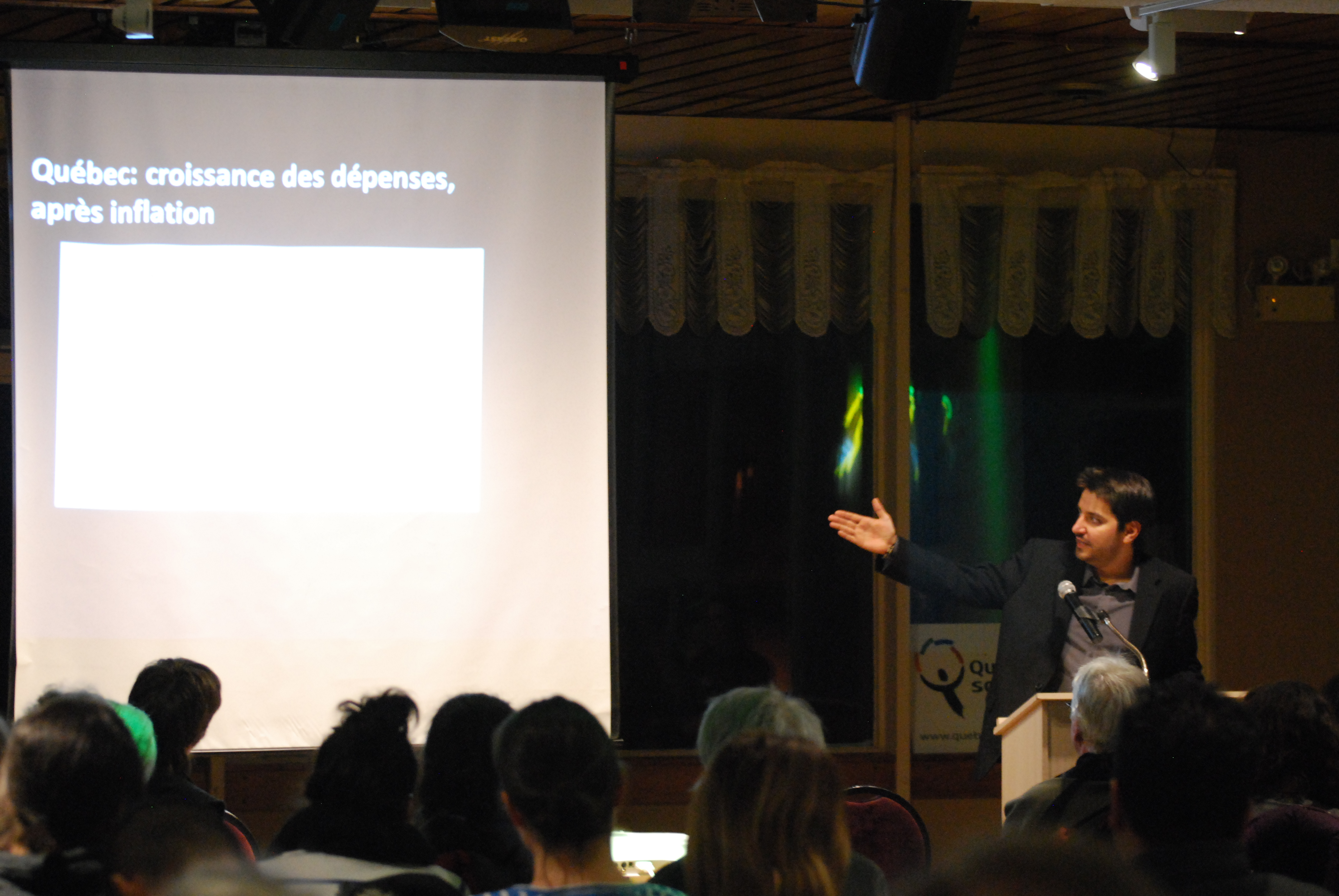
Philippe Hurteau de l'IRIS lors d'une conférence donnée à Chicoutimi (5 février 2015).

- Eve-Lyne Couturier
- Simon Tremblay-Pepin
- Guillaume Hébert
- Colin Pratte
- Philippe Hurteau
- Julia Posca
- Bertrand Schepper
- Marc Daoud
- Mathieu Dufour
- Francis Fortier
- Louis Gaudreau
- Minh Nguyen
- Eric Martin
- Jennie-Laure Sully
- Caroline Joly

## Quelques publications

### Livres
- Détournement d'État. Bilan de quinze années de gouvernement libéral (Lux éditeur, 2018)[9]
- Cinq chantiers pour changer le Québec (Écosociété, 2016) [10]
- Dépossession : une histoire économique du Québec contemporain (Lux éditeur, 2015)[11]

### Études
- Examen de certains enjeux concernant les contrats publics de services professionnels de génie-conseil à Montréal pour le domaine des infrastructures (2025)
- Quel est le salaire viable ? Calcul pour Montréal et Québec en 2015 (2015)
- Au Québec, est-ce que l’enrichissement profite vraiment à tout le monde?(2014)
- Productivité : le Québec est-il en retard? (2014)
- Faut-il privatiser Postes Canada? (2014)
- Les politiques industrielles au Québec et au Canada (2014)
- Les bonis dans le secteur public québécois: coûts et conséquences, Étude, (2011)
- La révolution tarifaire au Québec, Étude, (2010)
- Argumentaire économique pour un régime universel d’assurance-médicaments, Étude réalisée en collaboration avec le Canadian Centre for Policy Alternatives,(2010)
- Qui s’enrichit, qui s’appauvrit - 1976-2006, Étude réalisée en collaboration avec le Canadian Centre for Policy Alternatives, (2010)
- Budget 2010: Comment financer les services publics?, Note socio-économique, (2010)
- Le soutien à l’industrie minière : Quels bénéfices pour les contribuables?, Étude, (2010)
- Devrait-on augmenter les tarifs d’électricité ?, Note socio-économique, (2009)
- Les PPP dans les universités québécoises, Étude (2009).
- Les Québécoises ont-elles accès à l’avortement?, Note socio-économique, (2009).
- La « crise » des finances publiques, Note socio-économique, (2009).
- Financement des universités: Vers une américanisation du modèle québécois, Étude, (2008).
- Le privé en santé, Note socio-économique, (2008).
- Gratuité scolaire et réinvestissement postsecondaire: scénarios d'applications, Étude, (2007).
- La Pénurie de logement, note socio-économique, (2007).
- Le Système de garderies, note socio-économique, (2007).
- Privatisation et sous-traitance, brochure.
- Mondialisation et travail, brochure.
- Mondialisation et environnement, brochure.
- Tarification de l'éducation de l'éducation postsecondaire ou gratuité scolaire?, Étude, (2007).
- La Privatisation de l'Alberta Liquor Control Board, étude, (2003).
- La Problématique du prix des produits pétroliers, étude.